# Фінал кубка СРСР з футболу 1947
Восьмий фінал кубка СРСР з футболу відбувся на стадіоні «Динамо» в Москві 21 липня 1947 року. У грі взяли участь московські команди «Спартак» і «Торпедо». На матчі були присутні 70 тисяч глядачів.

## Претенденти
«Спартак» (Москва)
- Чемпіон СРСР (3): 1936 (о), 1938, 1939.
- Срібний призер (1): 1937.
- Бронзовий призер (2): 1936 (в), 1940.
- Володар кубка СРСР (3): 1938, 1939, 1946.

«Торпедо» (Москва)
- Бронзовий призер (2): 1945.

## Деталі матчу
| 21 липня 1947 |

| «Спартак»                 | 2 – 0 | «Торпедо» |
| ------------------------- | ----- | --------- |
| Дементьєв 22' Тімаков 40' | Звіт  |           |

| «Динамо» (Москва) Глядачів: 70 000 Арбітр: Латишев (Москва) |

| СПАРТАК         |                    |
|                 |                    |
| ВР              | Олексій Леонтьєв   |
| ЗХ              | Серафим Холодков   |
| ЗХ              | Анатолій Сеглін    |
| ЗХ              | Василь Соколов     |
| ПЗ              | Костянтин Рязанцев |
| ПЗ              | Олег Тімаков       |
| НП              | Іван Конов         |
| НП              | Олексій Соколов    |
| НП              | Микола Дементьєв   |
| НП              | Георгій Глазков    |
| НП              | Олександр Рисцов   |
| Тренер:         |                    |
| Альберт Вольрат |                    |

| ТОРПЕДО       |                      |
|               |                      |
| ВР            | Анатолій Акимов      |
| ЗХ            | Микола Ільїн         |
| ЗХ            | Микола Євсєєв        |
| ЗХ            | Августін Гомес       |
| ПЗ            | Антон Яковлєв        |
| ПЗ            | Микола Морозов       |
| НП            | Василь Панфілов      |
| НП            | Георгій Жарков       |
| НП            | Олександр Пономарьов |
| НП            | Петро Петров         |
| НП            | Василь Жарков        |
| Тренер:       |                      |
| Віктор Маслов |                      |